# Mandy Rose

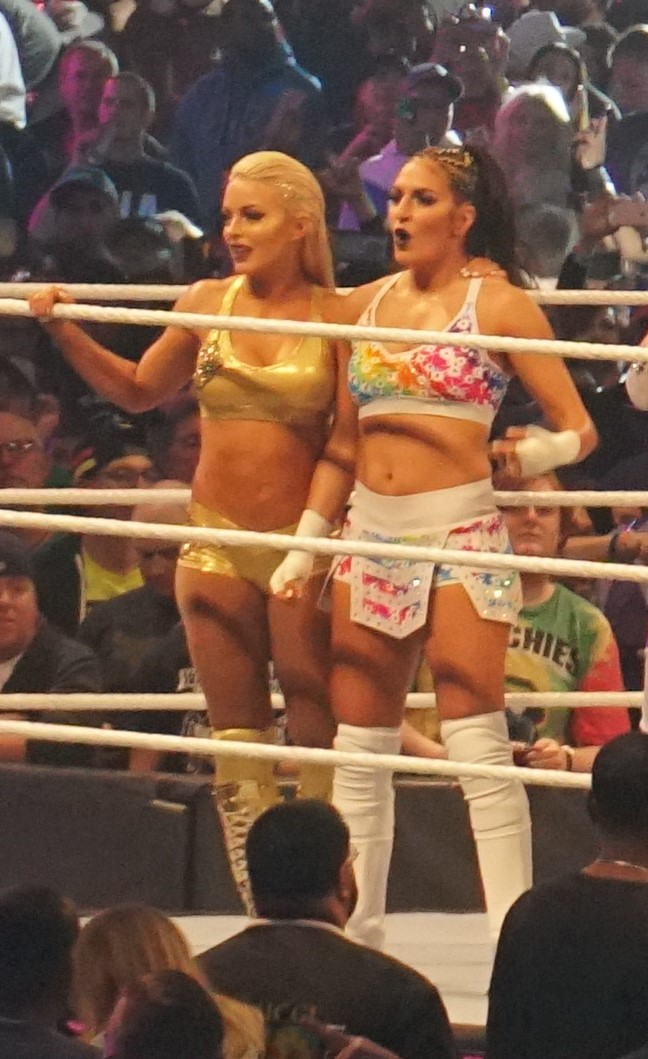
Mandy Rose és Sonya Deville, a WrestleMania 34-en

Amanda Rose Saccomanno (ismertebb nevén Mandy Rose) (Westchester megye, New York állam, 1991. július 18. –) amerikai pankrátor, televíziós személyiség és egykori fitneszedző. Leginkább a WWE-ben (2015-2022) eltöltött idejéről ismert, ahol Mandy Rose néven lépett fel, volt NXT női bajnok és a Toxic Attraction vezetője.

## Profi pankrátor karrier
Amanda Rose Saccomanno a New York-i Westchester megyében született, a négy gyermek közül Ő volt a legkisebb. Ír és olasz származású. Gyermekkori beceneve "Hamburger" volt. Yorktown Főiskolán tanult, ahol táncos volt. Később szerzett diplomát Iona Főiskolán, beszédpatológiából. 2013-ban részt vett első fitnesz versenyén (World Bodybuilding Fitness & Fashion Boston Show), amit meg is nyert. Ezt követően a WWE Tough Enough nevű versenyének hatodik szezonjába indult el versenyzőként, amely 2015 júniusában indult. Egészen a döntőig jutott, de ott elvesztette az Alicia Fox elleni mérkőzést, így második helyezett lett. A Tough Enough szezon finálé után kiderült, hogy Rose ötéves szerződést írt alá a társasággal. Rose debütált a WWE fejlődési területén, az NXT-ben, egy hatszemélyes tag team meccsen, Floridában, 2016. január 30-án. Az NXT szeptember 28-i epizódjában Rose elvesztette első televíziós versenyét Ember Moon ellen. 2017. november 20-án, Raw-ban, Rose csatlakozott Sonya Deville-hez és Paige-hez, és megtámadták Sasha Banks-t, Bayley-t, Mickie James-et és Alexa Bliss-et. Egy héttel később a trió neve "Absolution" lett. 2018. január 28-án részt vett a Royal Rumble rendezvényen, de Lita kiejtette őt. Februárban Rose részt vett az első női Elimination Chamber mérkőzésen, ahol Alexa Bliss legyőzte. Nem sokkal később az Absolution megszűnt, de folytatta a szövetséget Devillel. 2018 vége felé Rose elkezdett rivalizálni Naomival. 2019. január 27-én, a Royal Rumble rendezvényen kiejtették egymást a Royal Rumble meccsen, ahol Rose 25 perc 50 másodpercet töltött a ringben.

## Bevonuló zenéi
- Golden Goddess (Entrance Theme)

## Magánélete
Saccomanno Orlandóban (Florida) lakik. Rendszeresen űzi a jóga, a pilátesz és a CrossFit edzéseket.

## Fordítás
- Ez a szócikk részben vagy egészben  a   Mandy Rose című angol Wikipédia-szócikk fordításán alapul.  Az eredeti cikk szerkesztőit annak laptörténete sorolja fel. Ez a jelzés csupán a megfogalmazás eredetét és a szerzői jogokat jelzi, nem szolgál a cikkben szereplő információk forrásmegjelöléseként.